# Paul Martin (director)
Paul Martin (Koloszvár, 8 de febrero de 1899 – Berlín, 26 de enero de 1967) fue un director y guionista húngaro que trabajó durante muchos años en la industria cinematográfica alemana. Dirigió 60 películas entre 1932 y 1967. Estuvo involucrado románticamente con la estrella de cinema Lilian Harvey y la dirigió en diversas películas hasta que la dejaron en 1938 por la actriz Frauke Lauterbach. Hicieron en una última película Frau am Steuer durante la filmación de la cual su relación se mantuvo muy fría.

## Filmografía
- Der Sieger, con Hans Hinrich (1932)
- Le Vainqueur, con Hans Hinrich (1932)
- Ein blonder Traum (1932)
- Happy Ever After, con Robert Stevenson (1932)
- Un rêve blond
- Moi et l'impératrice, con Friedrich Hollaender (1933)
- Orient Express (1934)
- Schwarze Rosen (1935)
- Roses noires, con Jean Boyer (1935)
- El trío de la fortuna (Glückskinder)  (1936)
- Les Gais Lurons (1936)
- Black Roses (1936)
- Sieben Ohrfeigen  (1937)
- Fanny Elssler (1937)
- Fortsetzung folgt
- Preußische Liebesgeschichte (1938)
- Frau am Steuer (1939)
- La canción del desierto (Das Lied der Wüste) (1939)
- Jenny und der Herr im Frack (1941)
- Maske in Blau (1943)
- Intimitäten (1944)
- Praterbuben (1948)
- Die Frauen des Herrn S. (1951)
- Mein Herz darfst du nicht fragen (1952)
- Die Privatsekretärin (1953)
- Die große Starparade (1954)
- Das Bad auf der Tenne (1956)
- Du bist Musik (1959)
- Marina (1960)
- Petersburger Nächte (1960)
- Los apuros de Rosemary (Ich zähle täglich meine Sorgen)  (1963)
- Sangre en la pradera (Die Goldsucher von Arkansas) (1964)
- Safari de diamantes (Diamond Walkers) (1965)
- Graf Bobby, der Schrecken des Wilden Westens (1966)